# Shimon Ullman

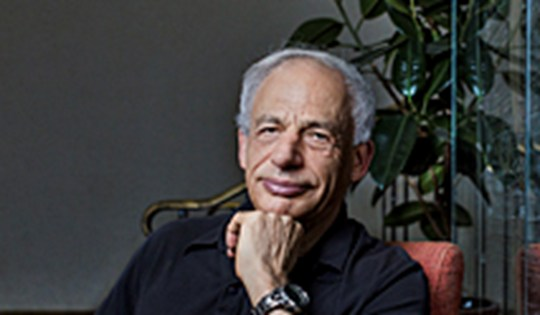
Shimon Ullman, 2014

Shimon Ullman (* 28. Januar 1948 in Jerusalem) ist ein israelischer Kognitionswissenschaftler und Informatiker.

## Leben
Ullman studierte ab 1970 Mathematik, Physik und Biologie an der Hebräischen Universität mit dem Abschluss 1973 und  wurde 1977 bei David Marr am Massachusetts Institute of Technology (MIT) promoviert (The Interpretation of Visual Motion). 1981 wurde er Associate Professor am MIT, an dem er 1986 bis 1993 MIT-Professor war. Außerdem war er 1981 bis 1985 Associate Professor am Weizmann-Institut, an dem er seit 1993 Professor für Informatik ist. Dort ist er Leiter der Abteilung Informatik und Angewandte Mathematik und Samy and Ruth Cohn Professor of Computer Science. Er ist auch Adjunct Professor am MIT (Brain and Cognitive Science Department).
Als Kognitionswissenschaftler befasst er sich mit der visuellen Wahrnehmung und Erkennung von Objekten, worüber er auch im Rahmen der KI forscht (Computer Vision). 
Mit Christof Koch entwickelte er Mitte der 1980er Jahre die Saliency Map, die lokale Fazetten einer visuellen Szene zusammenfasst, die zur Aufmerksamkeit selektiert werden.
2008 erhielt er den David-E.-Rumelhart-Preis, 2014 den EMET-Preis und 2015 erhielt er den Israel-Preis. Er ist Mitglied der Israel Academy of Science and Humanities und seit 2016 der American Academy of Arts and Sciences.
Er ist Mitgründer der Firma Orbotech.

## Schriften
- The Interpretation of Visual Motion, MIT Press, 1979 (russische Übersetzung 1984)
- High-level vision: Object recognition and visual cognition, MIT Press 1996
- mit Christof Koch: Shifts in Selective Visual Attention: Towards the Underlying Neural Circuitry, Human Neurobiology, Band 4, 1985, S. 219–227